# El Ejido
El Ejido é um município da Espanha na província de Almería, comunidade autónoma da Andaluzia. Em 2009 contava com 84.227 habitantes e é o 2º município mais povoado da província, ficando atrás apenas de Almería. Sua Extensão Territorial é de 227 km² e tem uma densidade populacional de 356,77 hab/km². Encontra-se situado a uma altitude de 80 metros e a 32 km da capital Almería.

## Demografia
| Variação demográfica do município entre 1996 e 2008 | Variação demográfica do município entre 1996 e 2008 | Variação demográfica do município entre 1996 e 2008 | Variação demográfica do município entre 1996 e 2008 |
| --------------------------------------------------- | --------------------------------------------------- | --------------------------------------------------- | --------------------------------------------------- |
| 1996                                                | 2001                                                | 2004                                                | 2008                                                |
| 47 610                                              | 55 710                                              | 63 914                                              | 80 987                                              |

## Geografia física
O término do município de El Ejido se encontra na comarca do Poniente almeriense (Poente Almeiriense, em português), entre o sistema montanhoso da Serra de Gádor ao norte e o Mar Mediterrâneo ao sul. Sua geografia é constituída principalmente por uma planície de 45 m de altura em relação ao nível do mar, que sofre ligeras ondulações, sendo a vegetação originária de arbustos (oliveiras, lentiscos, etc.).
O clima da comarca é mediterrânico, com invernos suaves (12 °C) e verões quentes (28 °C). As precipitacões são escassas (286 mm), e se acumulam no outono, inverno e primavera, sendo os meses mais úmidos dezembro e janeiro.